# Loireviner

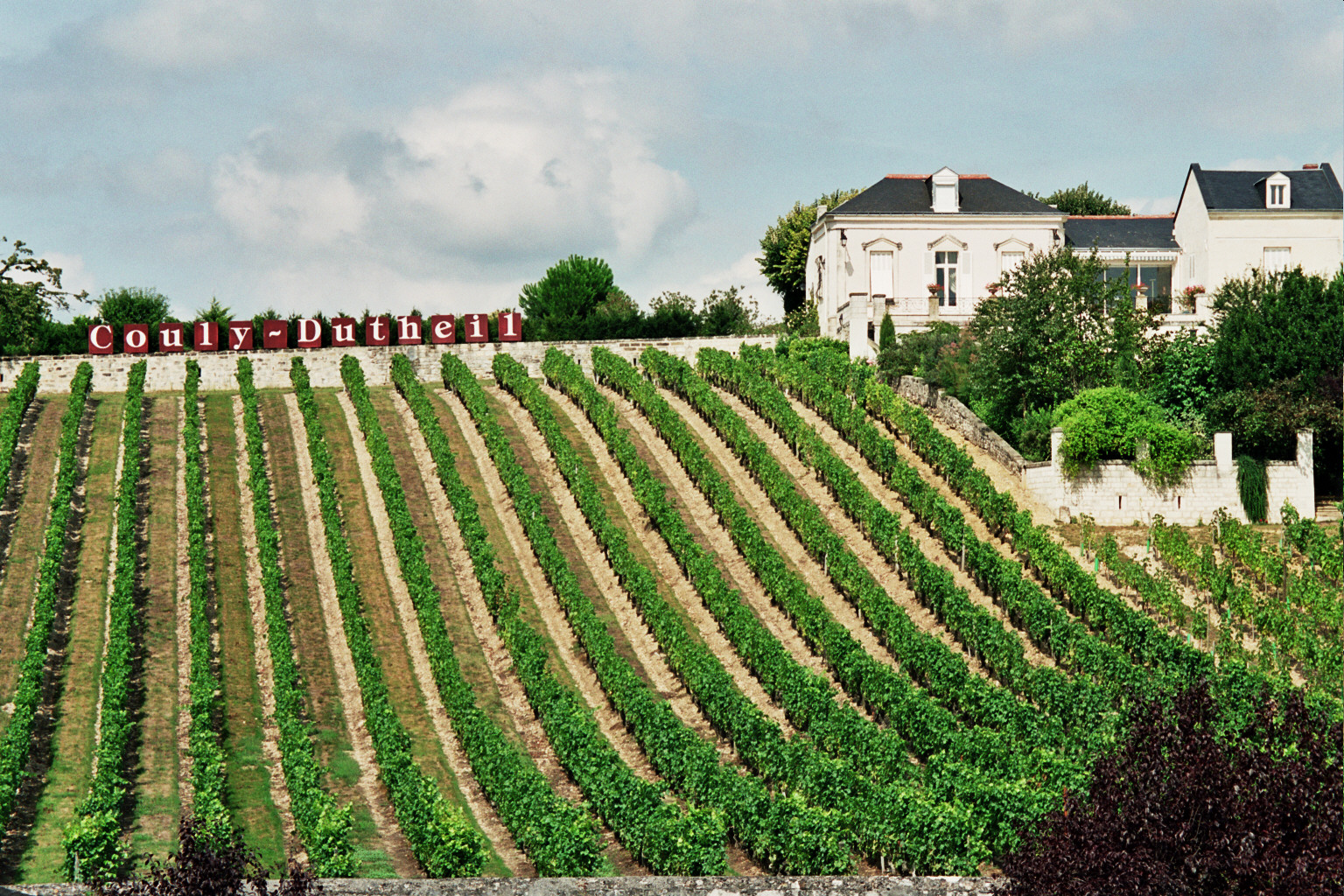
Vingård i Chinon i Loiredalen.

Loireviner är viner från Loiredalen i västra Frankrike. Dalen sägs vara en av de vackraste delarna av Frankrike. Floden Loire skär som en kniv rakt in i västra Frankrike och utmed denna ligger detta vindistrikt som är Frankrikes mest vidsträckta. Tack vare dess utbredning produceras här många olika slags viner som alla kännetecknas av en viss friskhet vilket beror på naturlig syra som ofta förekommer i vin som odlas nära den norra klimatgränsen för möjligheten till vinodling. Loiredalen ligger nära denna gräns. Närheten till klimatgränsen gör även att skillnaderna mellan årgångarna kan vara stora i viner från Loiredalen.

## Druvor
De vanligaste gröna druvorna är Muscadet, Chenin Blanc, Sauvignon Blanc och även Chardonnay. De vanligaste blå druvorna är Cabernet Franc (som här går under namnet Bréton), Gamay och Grolleau.

## Indelning
Distriktet kan delas in i ett antal olika områden från väster till öster:
- Pays Nantais vid kusten producerar oftast lätta vita Muscadet-viner med karaktär av gröna äpplen.
- Anjou och Saumur kallas Frankrikes trädgårdar och är den mångsidiga druvan Chenin Blancs hemvist. I Anjou produceras även rosévin och röda viner. Kända appellationer är Savennières för torra vita viner, Coteaux du Layon för söta vita, och Saumur för röda viner.
- Touraine producerar kvalitativa röda viner på den blå druvan Cabernet Franc. Karaktäristiskt för dessa viner är att de har en liten ton av blyertspenna. Kända appellationer är Vouvray för vita viner (torra och söta) och Chinon och Bourgueil för röda.
- Sancerre och Pouilly-Fumé utgör hemvist för typiska aromatiska Sauvignon Blanc-viner med inslag av örter och mineraler.